# Цитронин (пигмент)
Цитронин — искусственный органический пигмент, по составу представляющий смесь тетранитродифениламина с небольшим количеством динитродифениламина.

## Получение
Приготовляется он обработкой дифениламина азотной кислотой. По внешности — жёлто-бурая паста, не растворимая в воде, но растворимая в спирте и кристаллической уксусной кислоте с жёлтым цветом. Окрашивает шерсть и шёлк в кислой ванне в золотисто-жёлтый цвет. Окрашивание сравнительно прочно по отношению к мылу и слабым кислотам, но непрочно по отношению к свету.